# Bursera simaruba
Bursera simaruba – gatunek rośliny z rodziny osoczynowatych. Pochodzi z obszaru Morza Karaibskiego. Posiada wiele różnych lokalnych nazw, np.: palo mulato (Meksyk), almácigo (Kuba), copperwood (Jamajka), gumbo-limbo (Floryda).

## Morfologia

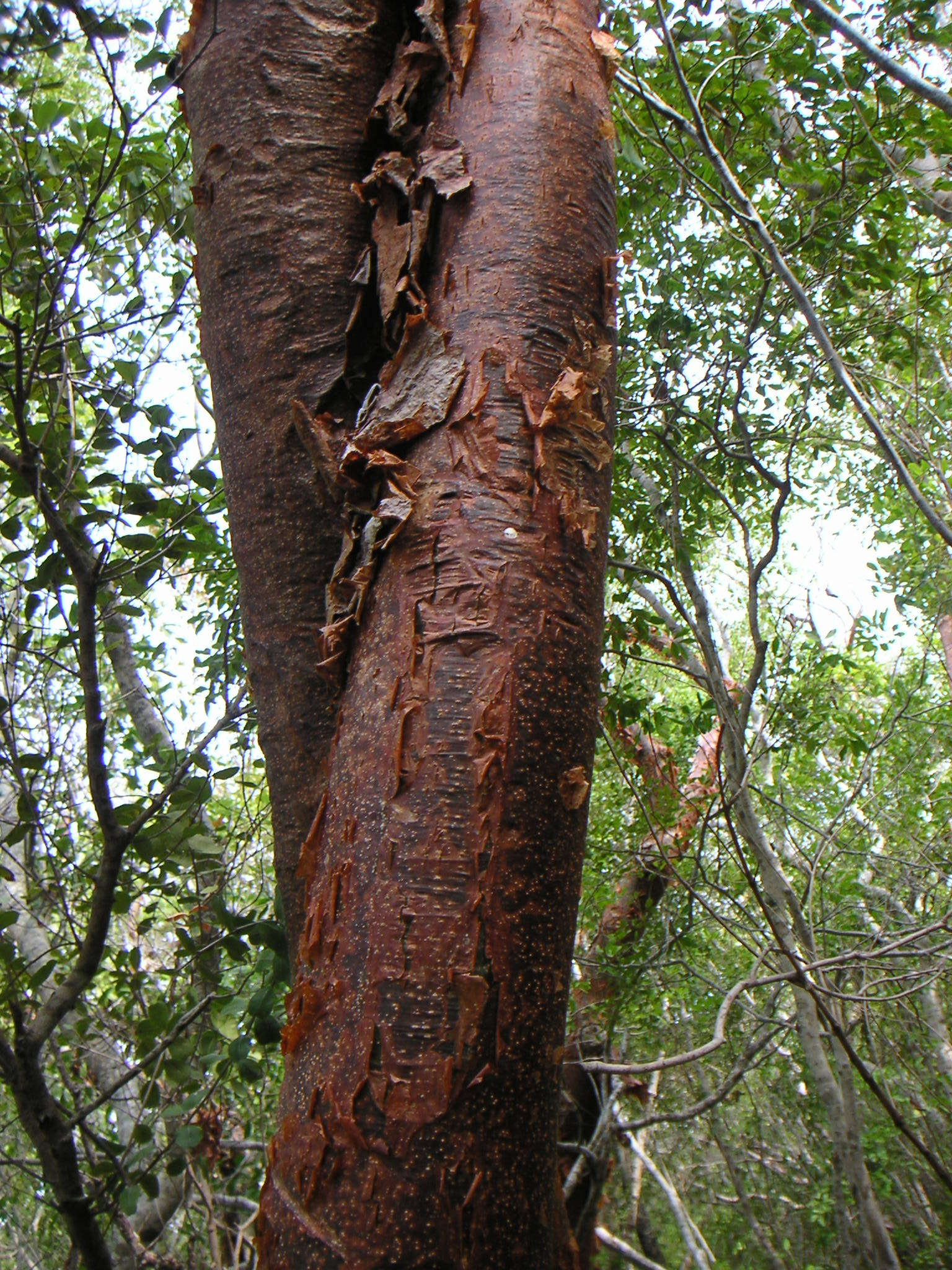
Charakterystyczna łuszcząca się kora

PokrójDrzewo osiągające do 30 m wysokości. Kora błyszcząca, w charakterystycznej ciemnoczerwonej barwie. Niekiedy schodząca płatami, przez co drzewo nazywane jest żartobliwie "palo turista".
LiściePierzaste. Listki jajowate, o długości do 10 cm.
OwocTrójkomorowa torebka, wewnątrz jedno czerwone nasiono.

## Zastosowanie
- Liście i kora wykorzystywane w medycynie ludowej, zwłaszcza do łagodzenia podrażnienia skóry wywołanego przez kontakt z korą zazwyczaj rosnącego w pobliżu drzewa Metopium brownei.
- Żywica wykorzystywana do produkcji klejów, pokostów, uszczelniania łodzi itp.[6]